# 河野良太
河野 良太（こうの りょうた、1995年12月7日 - ）は、ジャパンラグビーリーグワン日本製鉄釜石シーウェイブスに所属するラグビー選手。

## プロフィール
- 愛知県名古屋市北区出身[1]。
- ポジションはフランカー(FL)。
- 身長 168 cm、体重82kg

## 略歴
高校からラグビーを始めた。
2014年、春日丘高校卒業後、大東文化大学に入学。
2017年、大東文化大学ラグビー部の主将に就任した。
2018年、大東文化大学卒業後、中部電力ラグビー部に加入。
2020年、釜石シーウェイブス(現・日本製鉄釜石シーウェイブス)に加入。